# Apnea no limit
L'apnea no limit (NLT - "senza limite") è una disciplina di immersione in apnea competitiva dell'AIDA International, in cui l'apneista scende e risale con un metodo di sua scelta. Spesso una pesante barra di metallo o una "slitta" afferrata dal subacqueo scende fissata ad una corda, raggiungendo grandi profondità. L'assistenza per l'ascensione più comune avviene tramite sacchi di sollevamento gonfiabili o giubbotti con scomparti gonfiabili, che emergono rapidamente. I tuffi possono essere eseguiti con la testa o con i piedi.
Questa forma di immersione è considerata estremamente pericolosa dai professionisti subacquei. L'apnea no limit ha causato la morte di diversi subacquei.
Resa popolare dal film Le Grand Bleu (diretto da Luc Besson e uscito nelle sale nel 1988), questa disciplina consente le discese più profonde. Richiede inoltre infrastrutture significative, con un team che garantisca la sicurezza sia in superficie che in profondità. Il personale dislocato in profondità durante le discese e le risalite degli apneisti è spesso costituito da medici sportivi, in particolare medici subacquei. Questi subacquei medici sono quasi sempre dotati di scafandri autonomi le cui riserve di gas respirabile sono miscele che consentono immersioni profonde come trimix o hydreliox, tra gli altri.

## Record
L'attuale detentore del record mondiale senza limiti è Herbert Nitsch con una profondità di 214 metri stabilita il 9 giugno 2007, a Spetses, in Grecia,; tuttavia, in una successiva immersione il 6 giugno 2012 a Santorini, in Grecia, per battere il proprio record, scese a 253,2 metri e subito dopo soffrì di una grave malattia da decompressione[7] e successivamente si ritirò dalle competizioni.

## Film sull'apnea no limit
- Le Grand Bleu, regia di Luc Besson (1988)
- No Limits, regia di Alison Ellwood (2013)
- Senza limiti (Sous Emprise), regia di David M. Rosenthal (2022)